# تاتسورو نودا
تاتسورو نودا (باليابانية: 野田 達郎) (25 نوفمبر 1986 في سابورو في اليابان – )؛ هو لاعب كرة قدم كان يلعب كلاعب وسط.